# إبراهام فرتادو
إبراهام فرتادو (بالفرنسية: Abraham Furtado) هو مصرفي فرنسي، ولد في 30 يوليو 1756 في لندن في المملكة المتحدة، وتوفي في 29 يناير 1817 في بوردو في فرنسا.